# Angelo Carossino
Angelo Carossino (Genova, 21 febbraio 1929 – Genova, 28 luglio 2020) è stato un politico italiano, esponente del Partito Comunista Italiano e già parlamentare europeo.

## Biografia
Sindaco di Savona dal 1958 al 1967, è stato consigliere regionale ligure dal 1970 e poi presidente della Regione Liguria dal 1975 al 1979.
In seguito, alle elezioni europee del 1979, è stato eletto europarlamentare per il PCI, venendo riconfermato nel 1984. È stato vicepresidente della Commissione per i trasporti e della Delegazione per le relazioni con la Repubblica popolare cinese; membro della Delegazione per le relazioni con l'America Latina. Ha aderito al gruppo parlamentare "Gruppo comunista e apparentati". Concluse il proprio mandato parlamentare a Strasburgo nel 1989.
Carossino è morto nell'estate del 2020 all'età di 91 anni.